# Blennerville
Blennerville est un port situé à l'entrée de la péninsule de Dingle, à l'ouest de Tralee, Comté de Kerry en Irlande.
Blennerville était un des ports de départ pour l'Amérique des émigrants irlandais pendant la grande famine (1845 -1850). Blennerville était relié à Tralee par un train monorail à vapeur.
le moulin de Blennerville, construit en 1800 est tombé en ruine en 1846, mais il a été restauré en 1981 et ouvert au tourisme.